# Chýlava (zaniklá vesnice)
Chýlava je zaniklá vesnice nacházející se v Přírodním parku Buková hora – Chýlava v okrese Plzeň-jih, která v minulosti patřila k zelenohorskému panství. Nachází se v prameništi Chýlovského potoka na rozhraní katastrálních území Měcholupy a Ždírec v nadmořské výšce zhruba 606 m n. m. Dle archeologických nálezů se jednalo o minimálně pět samostatných budov.
Jméno vesnice je pravděpodobně odvozeno od slova schýlený, což se může vztahovat k morfologii krajiny v okolí. Zbytky vesnice byly identifikovány archeologickým výzkumem až v roce 2007 – dřívější výzkumy s počátkem v roce 1909 nebyly úspěšné nebo se případně zaměřily na jiné objekty v krajině.
Podle archeologických nálezů je založení datováno do 13. století, přičemž v 15. století byla vesnice ještě obývaná. Vzhledem k nedalekým těženým zdrojům železné rudy je možné, že hlavním určením vesnice byla právě těžba, která se ale v těchto místech rozbíhala až v průběhu 15. století.
První písemný záznam je však až z roku 1558, kdy je však vesnice uváděna jako pustá. V některých zdrojích je dáván zánik vesnice do souvislosti s třicetiletou válkou, což je ale vzhledem k záznamu z roku 1558 nemožné. V zelenohorském urbáři z roku 1681 je uváděna jako kompletně pobořená a zarostlá lesem.